# Google Code Search
Google Code Search fue un producto gratuito en fase beta de Google, que debutó en Google Labs el 5 de octubre de 2006, el cual permitía a los usuarios web buscar código abierto en Internet.
Las características del producto incluían la habilidad para buscar código usando filtros específicos por lenguaje, paquete, archivo, o licencia. 
El código disponible para búsqueda estaba soportado en varios formatos incluyendo tar.gz, .tar.bz2, .tar, .zip, y en varios repositorios como CVS y Subversion.

## Motor de expresiones regulares
El sitio permitía el uso de Expresiones regulares en consultas. La metodología empleada no ha sido revelada por Google, pero parece que tenía índices precalculados combinados con un motor de expresiones regulares cumplidor de POSIX.

## Restricciones
A pesar de haber sido concebido para la búsqueda de código que cumplan con la condición de ser software libre, el sitio no estaba disponible para todos los países del mundo. Por ejemplo, no era posible hacer búsquedas desde Cuba.

## Cierre del Servicio
El 14 de octubre de 2011 Google anuncia, en su blog oficial, el cierre de algunos de sus productos, entre ellos Code Search y Code Search API para enero de 2012. En junio del 2012 Russ Cox publicó un artículo sobre la historia y aspectos técnicos de la herramienta.